# Baïonnette intelligente
Pour les articles homonymes, voir Baïonnette.

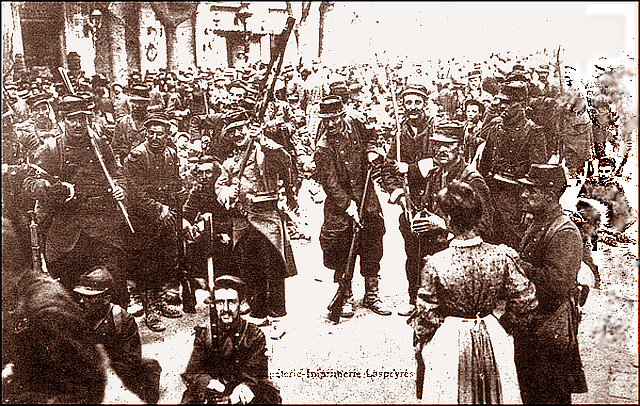
La mutinerie des soldats du d'infanterie de ligne en 1907 à Béziers, qui refusent de tirer sur le peuple lors de la révolte des vignerons.

La théorie de la baïonnette intelligente est en droit pénal la condamnation de l'obéissance à un ordre manifestement illégal. La formulation évoque la situation du soldat (la baïonnette) qui doit refuser d'exécuter un ordre manifestement illégal (car même l'engagement militaire ne saurait faire disparaître la conscience — l'intelligence — de ses actes).

## Applications

### En France
Les fonctionnaires qui obéissent à des ordres illégaux peuvent être poursuivis au titre des articles mentionnés au titre 2 du livre premier du Code pénal (articles 121-1 et suivants).
L'article 122-4 du code pénal précise que « n'est pas pénalement responsable la personne qui accomplit un acte commandé par l'autorité légitime sauf si cet acte est manifestement illégal ». Il convient de vérifier si l'acte apparaît illégal.
En matière de discrimination, une plainte peut être déposée jusqu'à 3 ans après les faits, et les fonctionnaires encourent jusqu'à 3 ans de prison et 45 000 € d'amende. Il faut pour cela que l'ordre soit « manifestement illégal ».
La problématique est la même pour les militaires, même si le poids de la hiérarchie et les limitations spécifiques des libertés publiques générées par le statut général des militaires rendent moins aisé le refus d'un ordre.

### Aux États-Unis
L'Uniform Code of Military Justice prévoit que les officiers ne doivent pas accepter d'ordres illégaux.

## Cas célèbres

### Maurice Papon
Maurice Papon a été condamné le 23 janvier 1997 au motif que « l'illégalité d'un ordre de l'autorité légitime en matière de crime contre l'humanité [est] toujours manifeste ».

### Affaire des paillotes corses
Dans la nuit du 19 au 20 avril 1999 un groupe de gendarmes, sous les ordres de leurs officiers, détruisent par incendie un restaurant de plage « Chez Francis », en laissant des tracts voulant accréditer la thèse d'un règlement de comptes.
Dans ce cas, les gendarmes qui ont participé à la destruction d'un bien ne peuvent prétendre avoir simplement obéi à un ordre illégal, mais provenant de leur hiérarchie.
Cette affaire a été jugée en cassation qui a confirmé les décisions précédentes à l'encontre des gendarmes et du préfet.

### Affaire des 13 musiciens de la gendarmerie mobile
Des gendarmes qui ont refusé de déménager d'Issy-les-Moulineaux, qui avaient dans un premier temps été punis, ont vu leur sanction annulée par la suite par un tribunal reconnaissant la légitimité de leur refus.